# 柴智强
柴智强，中华人民共和国政治人物、全国脱贫攻坚先进个人。

## 生平
柴智强任宝鸡市金台区硖石镇高家湾村驻村第一书记，宝鸡市委政策研究室工会主席。因在脱贫攻坚战中作出突出贡献，2021年2月25日全国脱贫攻坚总结表彰大会上，柴智强被授予“全国脱贫攻坚先进个人”。